# Gamma Ray

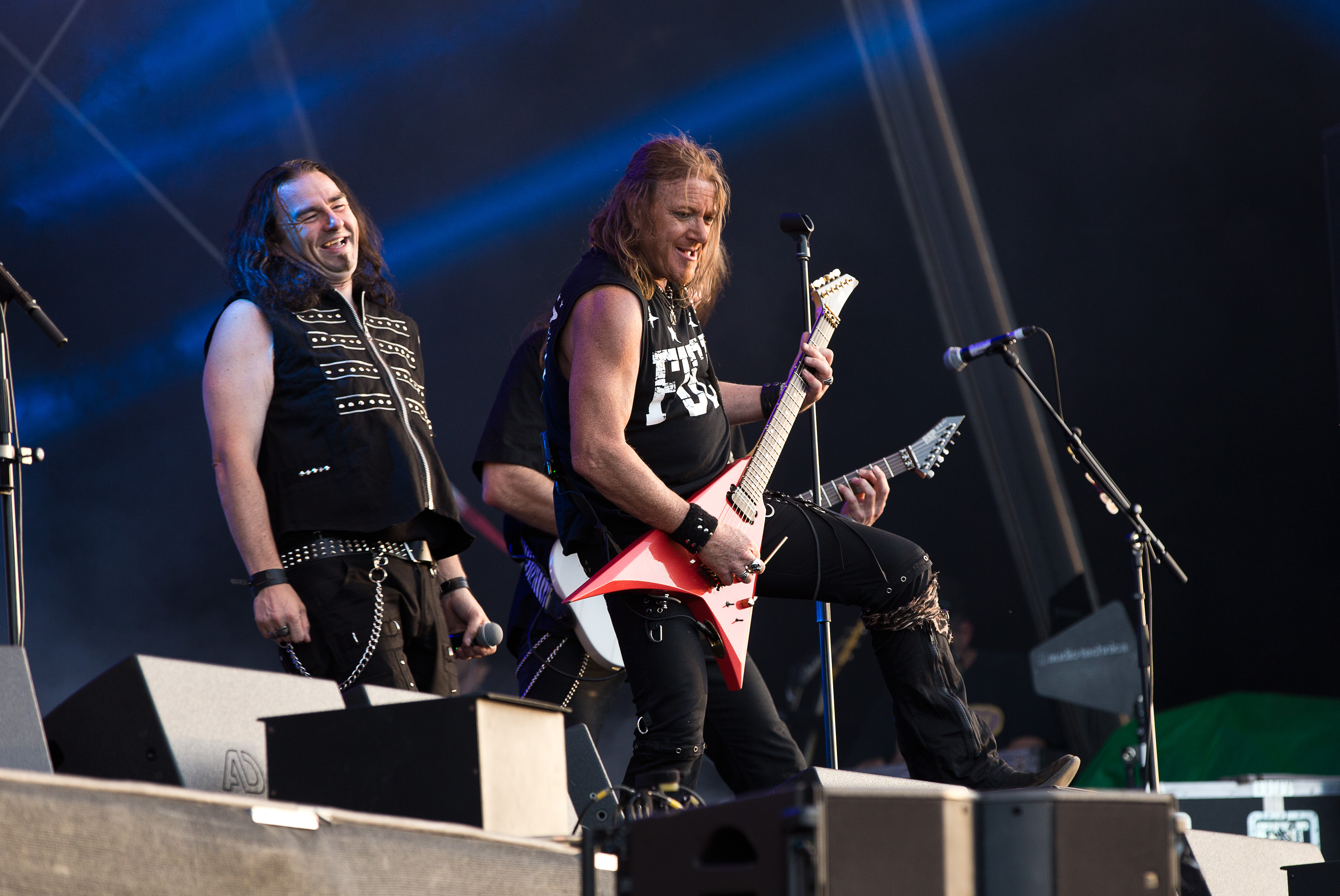
Gamma Ray vid Rockharz Open Air 2016.

Gamma Ray är ett tyskt power metalband, som bildades 1989 av Kai Hansen (tidigare Helloween), Ralf Scheepers, Uwe Wessel och Mathias Burchard.

## Medlemmar
Nuvarande medlemmar
- Kai Hansen – gitarr (1989– ), sång (1995– )
- Dirk Schlächter – gitarr, keyboard (1990–1997), basgitarr (1997– )
- Henjo Richter – gitarr, keyboard (1997– )
- Michael Ehré – trummor (2012– )
- Frank Beck – sång (2015– )

Tidigare medlemmar
- Uwe Wessel – basgitarr (1989–1992)
- Mathias Burchard – trummor (1998–1990)
- Ralf Scheepers – sång (1989–1990)
- Uli Kusch – trummor (1990–1992)
- Jan Rubach – basgitarr (1992–1997)
- Thomas Nack – trummor (1992–1996)
- Daniel Zimmermann – trummor (1997–2012)

Turnerande medlemmar
- Corvin Bahn – keyboard (2009– )
- Jörn Ellerbrock – keyboard (1990–1991)
- Henjo Richter – gitarr (1996)
- Mike Terrana – trummor (1998)
- Chris Bay – sång (1999)
- Schrörg (Jörg Düsedau) – basgitarr (2000)
- Danny Olding – keyboard (2001)
- Axel Mackenrott – keyboard (2002–2003)
- Nils Neumann – keyboard (2004–2005)
- Kasperi Heikkinen – gitarr (2006)
- Eero Kaukomies – keyboard (2006–2007)
- Alessio Gori – keyboard (2007–2008)
- Henning Basse – sång (2008)
- Tobias Exxel – basgitarr (2011)
- Michael Ehré – trummor (2012)
- Frank Beck – sång (2014–2015)

## Diskografi
Studioalbum
- 1990 – Heading for Tomorrow
- 1991 – Sigh No More
- 1993 – Insanity and Genius
- 1995 – Land of the Free
- 1997 – Somewhere Out in Space
- 1999 – Powerplant
- 2001 – No World Order!
- 2005 – Majestic
- 2007 – Land of the Free II
- 2010 – To the Metal!
- 2014 – Empire of the Undead

Livealbum
- 1995 – Alive '95
- 2003 – Skeletons in the Closet
- 2008 – Hell Yeah!!! The Awesome Foursome
- 2012 – Skeletons & Majesties Live
- 2015 – Heading for the East
- 2016 – Lust for Live

EP
- 1990 – Heaven Can Wait
- 1996 – Silent Miracles
- 2011 – Skeletons & Majesties
- 2013 – Master of Confusion

Singlar
- 1990 – "Heaven Can Wait"
- 1990 – "Space Eater"
- 1990 – "Who Do You Think You Are?"
- 1991 – "The Spirit"
- 1993 – "Future Madhouse"
- 1995 – "Rebellion in Dreamland"
- 1997 – "Valley of the Kings"
- 1999 – "It's a Sin"
- 2001 – "Heaven or Hell"
- 2010 – "To the Metal!"
- 2014 – "Avalon"
- 2014 – "Time for Deliverance"
- 2014 – "Pale Rider"
- 2014 – "I Will Return"

Samlingsalbum
- 1997 – The Karaoke Album
- 1998 – Heading for Tomorrow / Heaven Can Wait
- 2000 – Blast from the Past (2CD)
- 2002 – Ultimate Collection (6CD box)
- 2008 – Hell Yeah!!! The Awesome Foursome (3DVD + 2CD)
- 2010 – Heading for Tomorrow / Sigh No More (2CD)
- 2010 – Insanity and Genius / Land of the Free (2CD)
- 2010 – Majestic / Land of the Free II (2CD)
- 2010 – Alright! 20 Years of Universe (CD + DVD)
- 2013 – 3 in 1 Limited Edition Boxset (5CD box)
- 2015 – The Best (Of) (2CD)